# Кляйнбаум, Рикардо
Рикардо Кляйнбаум Хильберт (исп. Ricardo Kleinbaum Gilbert) (23 апреля 1976, Мехико, Мексика) — мексиканский актёр театра и кино и продюсер.

## Биография
Родился 23 апреля 1976 года в Мехико. Изучал театральное искусство в Еврейском колледже Маген Давид, и после его окончания одновременно дебютировал в мексиканском кинематографе и в мексиканском театре (с 1999 года) и с тех пор принял участие в 36 работах в телесериалах в качестве актёра и продюсера и 6 театральных постановках в качестве актёра. С 1993 по 1996 год учился в CEA при телекомпании Televisa на курсе Патрисии Рейес Спиндолы, Хосе Кабальеро и Луиса де Тавиры. Также выпускает рекламные ролики на ТВ.

## Фильмография

### Теленовеллы
- Mariposa de Barrio (2017) — Esteban Loaiza Vega
- La fan (2017) — Enrique Julio Gardiazabal «Kike» / Enrique Julio Zubizarreta Gardiazabal «Kike»
- Tres veces Ana (2016—2017) — Aníbal Ortiz
- La vecina (2015—2016) — Marcelo Bazán
- Tierra de reyes (2014—2015) — Ulises Matamoros
- Hasta el fin del mundo (2014—2015) — Director del comercial
- Lo que la vida me robó (2013—2014) — Samuel Barajas
- De que te quiero, te quiero (2013—2014) — Gino Ricci
- La tempestad (2013) — Dragón
- Porque el amor manda (2012—2013) — Malvino
- Triunfo del amor (2010—2011) — Óscar
- Corazón salvaje (2009—2010) — Philip
- Fuego en la sangre (2008) — Lic. Martínez
- Destilando amor (2007) — Lic. Juárez
- La madrastra (2005) — Contador González
- Amy la niña de la mochila azul (2004) — Mauro
- Senda de gloria (1987) — Obispo Pascual Díaz

### Многосезонные ситкомы
- Женщина, случаи из реальной жизни (1985—2007)

### Театральные работы
- Las brujas de Salem — John Proctor
- Master Class — Terence
- Todos tenemos problemas sexuales — Ángel
- Espíritus: Alma del actor
- Marvel — Antonio Wash
- Las muchas muertes de Danny Rosales

## Телевидение

### Рекламные ролики
- Bacardi y Compañía, S. A De C. V.
- Ford
- Harley Davidson
- Mirinda (GPO. Pepsico).
- Sección Amarilla
- Telcel